# Црква Светог Николе у Челебићима
Црква Светог Николе у Ријеци је храм Српске православне цркве који се налази у Ријеци у Републици Српској, општина Фоча. Припада Припада дабробосанској митрополији. Храм је посвећен Светом Николи, а саграђен је 1896. године. Национални је споменик Босне и Херцеговине.

## Историја
Саграђена је од камена те покривена дрвеном шиндром 1834. године. Црква је укопана у земљу око пола метра, а изнад натписа са улазних врата види се да је црква саграђена захваљујући свештенику Луки Биједићу. Црква је имала на иконостасу неколико икона велике умјетничке вриједности. Чувена икона Светог Ђорђа, била на изложби у Паризу и Сарајеву, а рад је Георгије Митрофановић, који је насликао 1641. године.

## Одлике
Основа цркве Светог Николе је правоугаоник димензија 7,55 Х 5,60. Црква је оријентације исток-запад. Унутрашњи дио храма подјељен је дрвеним иконостасом на олтарски простор и простор наоса. Наос има ширину 4,60 а дужину 5,97 метара. Звоник је уз цркву накнадно дозидан, тако што је Миле Дуњић дао дванаест пари волова да се купи звоно, те подигне звоник.

## Архитектура
Ова црква је једнобродана, са петостраном олтарском апсидом. Основни грађевински материјал је камен, док је малтерисана кречним малтером. Кров је покривен даском, док су прозори на зидовима правоугаоног прозора на јужном зиду и један прозор на олтарској апсиди. Улазна врата на западној страни цркве је укупан у ниво тла, а сачињен од камених блокова, лијепо исклесаних, са лучним завршетком. Под је сачињен од камених плоча, неправилног облика, док се још у унутрашњости, на западној страни налази дрвени хор. Западно од цркве је направљен звоник са четири стуба, а около само цркве примјетни су надгробни споменици.

## Знаменитости
Значајна је информација да се у овој цркви налазила збирка вриједних икона, међу којима су радови Георгија Митрофановића: икона Света Тројица из 1619. године и дјела мајстора Јована и Андрије Раичевића који су насликали икону Свети Никола са Христом и Богородицом, Свети Димитрије и свети Сергије, Деизис, Свети Георгије, које су према записима датоване 1640. и 1641. године.